# Giang Châu (nghệ sĩ)
Giang Châu (5 tháng 7, 1952 - 8 tháng 5, 2019) tên thật là Trần Ngọc Châu, là một nam nghệ sĩ cải lương người Việt Nam. Ông được biết đến nhiều với vai diễn Trùm sò trong vở Ngao sò ốc hến và được Nhà nước Việt Nam truy tặng danh hiệu Nghệ sĩ Nhân dân.

## Tiểu sử
Giang Châu sinh năm 1952 tại Chợ Lách, Bến Tre. Từ nhỏ ông đã đam mê đờn ca tài tử và cải lương, 16 tuổi ông đã rời gia đình theo gánh hát với các đoàn như Phước Châu, Hương Mùa Thu… Cuối năm 1975, Giang Châu gia nhập đoàn cải lương Sài Gòn 2 với chất giọng khỏe và mùi mẫn ông nổi tiếng qua các vở Con cò trắng, Hai chiều ly biệt, Tìm lại cuộc đời, Tiếng hò sông Hậu…
Vai diễn khiến khán khả biết đến ông là vai Trùm sò trong vở Ngao sò ốc hến và vai Thừa trong Tiếng hò sông Hậu.

## Gia đình
Người vợ đầu của ông là Ngọc Hiền, hai người gặp nhau ở chung đoàn Hương Mùa Thu. Sau đó ông kết hôn với bà Đỗ Thị Kim Tuyến và có 3 người con.

## Các vai diễn nổi bật
- Ánh lửa rừng khuya (Út Chất)
- Đoạn tuyệt (vai Thân)
- Tô Ánh Nguyệt (vai Tâm)
- Tình mẫu tử
- Tìm lại cuộc đời (vai Trần Hùng)
- Tiếng hò sông Hậu (vai Thừa)
- Khách sạn Hào Hoa (vai Thái Ngọc)
- Ngao Sò Ốc Hến (vai Trùm Sò)
- Những ánh sao không tên (vai cô Ba Sáng)
- Sở Vân

## Qua đời
Ông qua đời vào ngày 8 tháng 5 năm 2019 tại nhà riêng ở quận Tân Phú, TP.HCM sau thời gian chống chọi với căn bệnh thoái hoá não. Trước đó năm 2017 ông bị tai biến và mắc bệnh huyết áp phải ngồi xe lăn.
Tang lễ của ông được tổ chức tại Nhà tang lễ Bộ Quốc phòng (số 5 Phạm Ngũ Lão, Gò Vấp, TP.HCM). Sau đó an táng tại hoa viên nghĩa trang Bình Dương.